# Dolembreux
Dolembreux is een dorp in de Belgische provincie Luik en een deelgemeente van Sprimont. Onder de deelgemeente Dolembreux vallen behalve het gelijknamige dorp ook de gehuchten Betgné, Hautgné en Hayen.

## Geschiedenis
Tot de opheffing van het hertogdom Limburg hoorde Dolembreux tot de Limburgse hoogbank Sprimont. Net als de rest van het hertogdom werd Dolembreux bij de annexatie van de Zuidelijke Nederlanden door de Franse Republiek in 1795 opgenomen in het toen gevormde departement Ourthe.
Dolembreux behoorde tot de gemeente Sprimont, maar werd in 1879 afgesplitst als zelfstandige gemeente.
Bij de gemeentelijke fusies van 1977 werd Dolembreux een deelgemeente van Sprimont.

## Demografische ontwikkeling
- Bronnen:NIS, Opm:1831 tot en met 1970=volkstellingen, 1976= inwoneraantal op 31 december

## Bezienswaardigheden
- De Église Saint-Joseph